# Zenith (Magazin)
zenith ist ein deutschsprachiges Fachmagazin, das sich mit der arabisch-islamischen Welt beschäftigt.
Das Magazin erscheint seit 2018 zweimal im Jahr als gedruckte Ausgabe und befasst sich mit Themen der Politik, Wirtschaft, Kultur und Gesellschaft des Nahen Osten, Nordafrikas, Süd- und Zentralasiens und mit der islamischen Welt überhaupt.
Redaktionell und wirtschaftlich unabhängig wird zenith vom Deutschen Levante Verlag GmbH in Berlin verlegt und von der gemeinnützigen Candid Foundation gGmbH herausgegeben. Verantwortlicher im Sinne des Pressegesetzes ist Chefredakteur Daniel Gerlach. Stellvertretender Chefredakteur ist Robert Chatterjee.

## Geschichte
Das Magazin wurde im Sommer 1999 von Studenten der Islamwissenschaft in Hamburg als Non-Profit-Projekt gegründet. Inzwischen verfügt zenith über ein ausgedehntes Netzwerk aus Journalisten und Fachautoren.
Im Oktober 2012 fand ein Relaunch des Magazins statt. Seitdem wird auf den Zusatz „Zeitschrift für den Orient“ verzichtet. Neben dem Magazin produzieren Verlag und Redaktion die Online-Plattform zenith.me, auf der aktuelle Beiträge zu zenith-Themen veröffentlicht werden. Seit Frühjahr 2015 ist die Zeitschrift zenith Organ der gemeinnützigen Candid Foundation gGmbH. Die hinter dem Magazin stehende Candid Foundation organisiert auch die Gesprächsreihe zenithTalk, den zenith-Fotopreis und konzipiert Events und Konferenzen weltweit.
In einer Ausgabe im Jahr 2013 bildete zenith auf dem Titel eine verspielte, fiktive Karte Kurdistans ab und fragte „Ist dieses Land noch zu verhindern?“. Es folgten heftige negative Reaktionen von türkischen Medien und positive aus dem kurdischen Nordirak. Daniel Gerlach berichtete von Hackerangriffen auf die Seite und das System des Magazins.

## Ziele, Inhalte und Strukturen
Im Frühjahr 2000 wurde der Verein forum zenith e. V. gegründet. Bis 2008 trat der Verein auch als Verleger der Zeitschrift zenith auf. Inzwischen widmet sich der Verein vornehmlich der inhaltlichen Gestaltung der Zeitschrift und der Förderung junger Journalisten und Fotografen.
Das Magazin bezeichnet sich selbst als Plattform für jungen, kritischen, alternativen Journalismus über eine Region, deren Bild von „Krisenberichterstattung, Vorurteilen und ideologisch verhärteten Positionen“ geprägt ist und will der deutschsprachigen Berichterstattung zusätzliche Facetten geben.
Obwohl zenith auch Fachbeiträge veröffentlicht, besteht die Redaktion nach eigener Auskunft auf journalistischen Stil und Gestaltung. Während zenith sich selbst vor allem als Fachmagazin bezeichnet, spricht die Informationsgemeinschaft zur Feststellung der Verbreitung von Werbeträgern (IVW) von zenith als einer Publikumszeitschrift.
2008 gründeten drei der sechs Herausgeber, Daniel Gerlach, Jörg Schäffer und Veit Raßhofer, die „Deutsche Levante Verlag GmbH“, um das regelmäßige Erscheinen des Magazins zu gewährleisten.
Der Verein forum zenith e. V. stellt den Beirat des Verlages und wacht laut Gründungsvereinbarung darüber, dass zenith „der Information verpflichtet bleibt und kein PR-Instrument für Unternehmen, Staaten oder öffentliche Personen wird“. Kooperationen und Partnerschaften mit anderen Medien und Organisationen dürfen das Magazin demnach nicht in seiner journalistischen Qualität, seiner redaktionellen Freiheit und der Ausübung seiner selbst auferlegten Informationspflicht beschränken.
zenith ist Medienpartner von Der Spiegel, Die Welt, Goethe-Institut, Bertelsmann Stiftung und der deutschen UNESCO-Kommission.
Seit einem Relaunch des Onlineauftritts im Jahr 2017 werden neben deutschsprachigen Artikeln auch Beiträge in englischer und arabischer Sprache veröffentlicht.

## zenith-Fotopreis
Seit 2011 vergibt die CANDID Foundation zusammen mit der Stiftung Mercator den zenith-Fotopreis. Der Wettbewerb zeichnet Profi- und Amateur-Fotografen aus, die in ihren Fotostrecken den Islam in Deutschland und Europa dokumentieren.